# 1964年夏季奥林匹克运动会尼泊尔代表团
1964年夏季奥林匹克运动会尼泊尔代表团是尼泊尔派出的1964年夏季奥林匹克运动会代表团。